# 亚历山大的狄奥尼修斯
狄奥尼修斯（亚历山大）（英語：Pope Dionysius of Alexandria），（200年—265年）。古罗马撒伯里乌主义的主要异议者。公元250年至公元251年因为罗马帝国迫害基督教徒而流亡利比亚，后又因为宗教迫害再次出逃。他主张尊重基督徒的权利，反对撒伯里乌主义，坚持三位一体的理论，并撰文攻击古希腊哲学家伊壁鸠鲁的原子论。